# Aser Pierrick Dipanda
Aser Pierrick Dipanda Dicka (Douala, 18 febbraio 1989) è un calciatore camerunese, attaccante svincolato.

## Carriera
Dipanda ha trascorso la prima parte della sua carriera in Spagna con Valencia "B", La Roda, Olímpic Xàtiva ed Alzira. Più tardi si è trasferito in India, firmando un contratto con il DSK Shivajians, formazione militante nella I-League. Esordisce con la sua nuova squadra il 17 gennaio 2016 contro lo Sporting Goa. Nel settembre 2019, firma con il Punjab, sempre in I-League.

## Statistiche

### Presenze e reti nei club
Statistiche aggiornate al 12 maggio 2021.
| Stagione           | Squadra            | Campionato         | Campionato | Campionato | Coppe nazionali | Coppe nazionali | Coppe nazionali | Coppe continentali | Coppe continentali | Coppe continentali | Altre coppe | Altre coppe | Altre coppe | Totale | Totale |
| Stagione           | Squadra            | Comp               | Pres       | Reti       | Comp            | Pres            | Reti            | Comp               | Pres               | Reti               | Comp        | Pres        | Reti        | Pres   | Reti   |
| ------------------ | ------------------ | ------------------ | ---------- | ---------- | --------------- | --------------- | --------------- | ------------------ | ------------------ | ------------------ | ----------- | ----------- | ----------- | ------ | ------ |
| 2011-2012          | La Roda            | SDB                | 33         | 2          |                 | -               | -               |                    | -                  | -                  |             | -           | -           | 33     | 2      |
| 2015-2016          | DSK Shivajians     | IL                 | 13         | 7          |                 | -               | -               |                    | -                  | -                  |             | -           | -           | 13     | 7      |
| 2016-2017          | Shillong Lajong    | IL                 | 17         | 11         |                 | -               | -               |                    | -                  | -                  |             | -           | -           | 17     | 11     |
| 2017-2018          | Mohun Bagan        | IL                 | 18         | 13         |                 | -               | -               |                    | -                  | -                  |             | -           | -           | 18     | 13     |
| 2018-2019          | Mohun Bagan        | IL                 | 20         | 8          |                 | -               | -               |                    | -                  | -                  |             | -           | -           | 20     | 8      |
| Totale Mohun Bagan | Totale Mohun Bagan | Totale Mohun Bagan | 38         | 21         |                 | -               | -               |                    | -                  | -                  |             | -           | -           | 38     | 21     |
| 2019-2020          | Punjab             | IL                 | 16         | 12         |                 | -               | -               |                    | -                  | -                  |             | -           | -           | 16     | 12     |
| 2020-2021          | Real Kashmir       | IL                 | 10         | 4          |                 | -               | -               |                    | -                  | -                  |             | -           | -           | 10     | 4      |
| Totale carriera    | Totale carriera    | Totale carriera    | 127        | 57         |                 | -               | -               |                    | -                  | -                  |             | -           | -           | 127    | 57     |

## Palmarès

### Individuale
- Capocannoniere della I-League: 2

2016-2017 (11 reti), 2017-2018 (13 reti)